# Topología producto
Se llama topología producto a una topología construida sobre el producto cartesiano de espacios topológicos a partir de la topología de los factores. Fue introducida en 1930 por Tychonoff, como la topología menos fina que convierte a las proyecciones sobre cada factor en aplicaciones continuas.
Esta topología coincide en el caso de producto de un número finito de factores con otra quizás más obvia, llamada topología de cajas, introducida previamente por Tietze en 1923. Pero la topología de cajas presenta propiedades indeseables para un producto de infinitos factores: entre otras, el producto de espacios conexos no es necesariamente conexo, ni el de compactos necesariamente compacto, cosas que sí suceden para la topología producto.
Por todo ello, se sobreentiende que en un producto cartesiano, salvo que se especifique lo contrario, se usa siempre la topología producto,

## Definición formal
Sea {\displaystyle \{\left(X_{\alpha },T_{\alpha }\right)\}_{\alpha \in \mathrm {A} }} una familia arbitraria (tal vez infinita) de espacios topológicos. Llamemos {\displaystyle X} a su producto cartesiano, i.e. {\displaystyle X=\prod _{\alpha \in \mathrm {A} }X_{\alpha }} y llamemos {\displaystyle p_{\alpha }:X\longrightarrow X_{\alpha }} a la proyección sobre el factor correspondiente.
Podemos dotar a {\displaystyle X} de la topología producto, que no es más que la topología inicial inducida por la familia de proyecciones {\displaystyle \{p_{\alpha }\}_{\alpha \in \mathrm {A} }}, esto es, aquella que tiene como subbase a los conjuntos de la forma {\displaystyle \{p_{\alpha }^{-1}(U_{\alpha })\}}, donde cada {\displaystyle U_{\alpha }} es un abierto de {\displaystyle X_{\alpha }}. 
Dicho de otra forma, la topología producto es la topología generada por los conjuntos de la forma {\displaystyle \{\prod _{\alpha \in B}U_{\alpha }\times \prod _{\alpha \in \mathrm {A} \setminus B}X_{\alpha }\}}, donde {\displaystyle B} es algún subconjunto finito de {\displaystyle \mathrm {A} }, y {\displaystyle U_{\alpha }} es abierto de {\displaystyle X_{\alpha }} para cada {\displaystyle \alpha \in B}.

## Base de la topología
La intersección finita de elementos de la subbase dará lugar a los elementos de la base, con distinto resultado según tratemos con un producto de un número finito o infinito de espacios

### Producto de un número finito de factores
En este caso la topología producto será la que tiene por base las cajas abiertas, es decir, el producto cartesiano de abiertos {\displaystyle \{\prod _{\alpha }U_{\alpha }\}}

### Producto de infinitos factores
Aquí los abiertos básicos serán de la forma:
{\displaystyle U_{\alpha _{1}}\times \cdots U_{\alpha _{n}}\times \prod \{X_{\beta }:\beta \neq \alpha _{1},\cdots ,\alpha _{n}\}}
Esto condicionará la forma de los abiertos V de la topología producto: todo abierto debe verificar que {\displaystyle p_{\alpha }(V)=X_{\alpha }} para todos los índices salvo para un conjunto finito, pues debe contener un abierto básico que se proyecta de esta forma.

## Relación con otras propiedades topológicas
- Separación
  - Todo producto de espacios T0 es T0
  - Todo producto de espacios T1 es T1
  - Todo producto de espacios Hausdorff es Hausdorff.
- Numerabilidad
  - Todo producto de espacios 1AN es 1AN.
  - Todo producto de espacios 2AN es 2AN.
- Compacidad
  - Todo producto de compactos es compacto (Teorema de Tychonoff)
  - Pero un producto de espacios localmente compactos no tiene por qué ser localmente compacto.
- Conexión
  - Todo producto de espacios conexos es conexo.
  - Todo producto de espacios arcoconexos es arcoconexo.